# Lamachus contortionis
Lamachus contortionis là một loài tò vò trong họ Ichneumonidae.